# 小北岩
小北岩，位于中国广东省汕头市潮阳区文光街道平东居委，现为潮阳区文物保护单位，类型为其他，公布时间为1985年11月22日。
小北岩的历史年代为明代。